# Michel Verne
Michel Jean Pierre Verne, (París, 3 de agosto de 1861 - Tolón, 5 de marzo de 1925) fue un  escritor y editor francés, hijo del célebre escritor Julio Verne y Honorine Deviane. También tenía dos medias-hermanas (Valentina y Suzanne Morel).

## Familia
Debido a su comportamiento rebelde, Michel fue enviado por su padre a la Colonia Penal Mettray durante seis meses en 1876. Con 19 años, causó un escándalo por casarse con la famosa actriz y cantante  Clémence-Thérese Taton el 15 de marzo de 1884, a pesar de las objeciones de su padre. Estas y otras cuestiones causaron mucha tensión entre ellos.
Posteriormente Michel conoció a Jeanne Reboul, de la que esperaba un hijo ilegítimo en 1885, por lo que se divorció de su aún esposa Clémence. Con el apoyo de su padre se casó a pesar de que su recién esposa solo tenía 16 años de edad, sin embargo la joven poco a poco domó el espíritu rebelde de Michel y logró asentarlo. Con ella tuvo tres hijos, Michel, George y Jean Jules. Antes de que Julio Verne muriera en 1905 las relaciones entre ellos habían mejorado, incluso habían colaborado en algunas historias.

## Contribuciones
Michel fue el encargado de la publicación de muchos de los últimos manuscritos de su padre, y se rumorea que pudo haber escrito, modificado y rematado algunos de ellos él mismo, como la La agencia Thompson y Cía.. Trabajos atribuidos anteriormente a Julio Verne, y que posteriormente se sabe fueron escritos por Michel como Réclamation sur Forty Mile Creek, Flood et la flamme, Le phare à la fin du monde, y Le Volcan d'or. Michel Verne escribió en un género similar al de su padre, y era considerado por él como un buen escritor, pero sus obras son consideradas en general inferiores a las de su famoso progenitor. Aun así, la controversia en torno a la autoría de los últimos trabajos de Julio Verne aumentaron su fama. 
Algunas de sus obras como: Un Expreso del Futuro (Un Avenir de L'Express) y En el año 2889, se destacan por el uso de tubos neumáticos.

## Obras

### Obras apócrifas de Julio Verne
- El faro del fin del mundo (1905).
- El volcán de oro (Le Volcan d'or, 1906).
- La caza del meteoro (1908).
- El piloto del Danubio (1908).
- Los náufragos del Jonathan (1909).
- El secreto de Wilhelm Storitz (1910).
- La impresionante aventura de la misión Barsac (1919).

Estas obras son escritos originales de Julio Verne modificadas ampliamente por Michel; de ellas, El faro del fin del mundo fue la publicada más parecida al manuscrito de su padre.

### Obras propias
- La agencia Thompson y Cía. (1907).
- El Destino de Jean Morenas (1908, La Destinée de Jean Morenas).
- El eterno Adán (1910). (L'éternel Adam; relato Breve, basado en el cuento de Julio Verne: Edom).
- Un Expreso del Futuro (1910, Un Express de L'Avenir)
- Un Gran Metro-Transatlántico (1910; cuento).
- En el Año 2889 (1910).

Nota: A pesar de que durante mucho tiempo se creía que la novela La agencia Thompson y Cía., era una obra completamente de Michel, nuevas investigaciones han puesto en duda este hecho, llevando a pensar que por lo menos los primeros 20 capítulos son de Julio Verne, y esta obra fue terminada por Michel.